# راسيل كوشران
راسيل كوشران (بالإنجليزية: Russ Cochran)‏ هو لاعب غولف أمريكي، ولد في 31 أكتوبر 1958 في بادوكا في الولايات المتحدة.

## وصلات خارجية
- راسيل كوشران على موقع رابطة لاعبي الغولف المحترفين (الإنجليزية)
- راسيل كوشران على موقع التصنيف العالمي الرسمي للغولف (الإنجليزية)